# Bank of Alexandria
El Bank of Alexandria es uno de los mayores bancos en Egipto, con 210 sucursales repartidas por todo el país. Tiene una cuota de mercado de casi el 7% y activos por 5200 millones de euros (US$ 6500 millones) a 30 de junio de 2006. Intesa Sanpaolo es el accionista principal del banco. Tiene una participación del 70,25% de las acciones, IFC mantiene el 9,75% y el gobierno egipcio posee el 20%. Mahmoud Abdel Salam Omar, que es el antiguo jefe de la Federación de Bancos Egipcios, es también antiguo director del banco.

## Historia
- En 1857 comerciantes griegos locales fundaron el Bank of Alexandria para atender las necesidades de la comunidad mercante griega. Este banco fue liquidado en 1877.
- 1864 Fue fundado el Anglo-Egyptian Bank como banco inglés de ultramar.
- 1924 El Anglo Egyptian Bank fue fusionado con el The Colonial Bank (fundado en 1836) y el National Bank of South Africa (fundado en 1891) para formar el Barclays Bank (Dominion, Colonial and Overseas).[3] Barclays había heredado la propiedad del The Colonial Bank cuando adquirió el London Provincial and South Western Bank[4]  in 1918.
- 1957 El gobierno egipcio fundó el Bank of Alexandria para asumir el control de las operaciones del Barclays Bank DCO, que el gobierno egipcio había nacionalizado en 1956 después de que tropas británicas y francesas atacaran Egipto y ocuparan el Canal de Suez.
- 1964 Bank of Alexandria adquiere el Banque du Nile y el Import-Export Bank of Egypt.
- 17 de octubre de 2006 El gobierno egipcio privatiza el Bank of Alexandria. Sanpaolo IMI, banco italiano que fue a su vez adquirido por la Banca Intesa, acordó pagar $1600 millones por el 80% de Bank of Alexandria. Esta fue la primera privatización en Egipto de un banco plenamente estatal.